# El Marcado
El Marcado es una localidad y distrito ubicado en el departamento Santa Rosa, provincia de Mendoza, Argentina
La localidad creció luego de la fundación del Barrio Orlando Molina Cabrera a mediados de la década de 1980, como soporte a una zona que recién comenzaba a sumarse a las hectáreas productivas bajo riego. Cuenta con una delegación municipal. En 2012 se anexaron 40 casas más al barrio. Cuenta con una escuela de educación secundaria.
El distrito fue creado en 2013 bajo ordenanza municipal, para diferenciarlo del distrito de Doce de Octubre. El nombre del distrito se debe a la marcación de ganado, muy común en la zona.

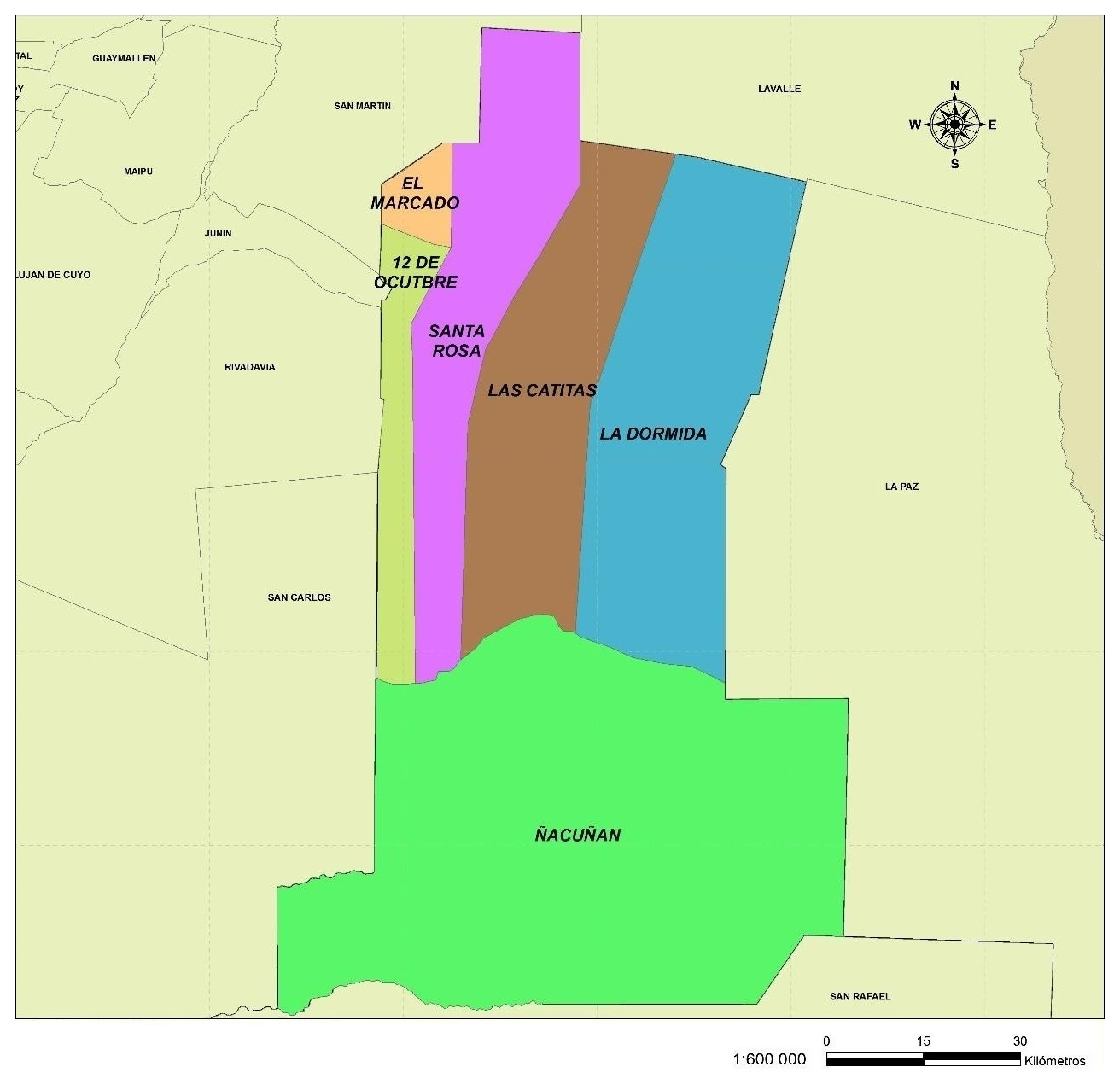
Mapa político del departamento de Santa Rosa, luego de la creación del distrito de El Marcado.